# Sérgio Santos (treinador de triatlo)
Sérgio Figueiredo dos Santos (França, 24 de dezembro de 1969) é um treinador de triatlo português.
Nascido em França, licenciou-se em Educação Física e Desporto pela Faculdade de Motricidade Humana (1990/1994), posteriormente tirou o mestrado em Treino de Alto Rendimento (2000/2003), na Faculdade de Motricidade Humanana, possui ainda o Curso de Treinador Superior de Triatlo (Nível III) realizado em Madrid.
Este prestigiado treinador de triatlo foi o Director Técnico Nacional da Selecção de Portugal de Triatlo entre os anos de 2000 e 2010, tendo sido um dos treinadores de alguns dos melhores triatletas mundiais, como foi o caso da nº1 Mundial no ano de 2007 e Medalha de Prata nos Jogos Olímpicos de Pequim, Vanessa Fernandes, de Bruno Pais, e de algumas das grandes esperanças olímpicas do triatlo português como João Silva ou João Pereira, entre outros atletas pertencentes à selecção portuguesa desta dura modalidade em frança expansão.
Sérgio Santos foi ainda eleito Treinador do Ano em 2006 na Gala do Desporto da Confederação do Desporto de Portugal e recebeu por duas vezes o prémio "Percurso Profissional" da Faculdade de Motricidade Humana em 2007 e 2009.
Desde o mês de Outubro de 2010 desempenha as funções de Director Técnico da Empresa Municipal DESMOR, EEM, em Rio Maior. Tem desde então responsabilidades no desenvolvimento e rentabilização das infraestruturas consideradas das melhores de Portugal, tal como no desenvolvimento desportivo do Concelho.